# Беловский сельсовет (Алтайский район)
Беловский сельсовет — муниципальное образование со статусом сельского поселения и административно-территориальное образование в Алтайском районе Алтайского края России. Административный центр — село Белое.

## Население
| 1997 | 1998 | 1999 | 2000 | 2001 | 2002 | 2003 | 2004 | 2005 | 2006 |
| ---- | ---- | ---- | ---- | ---- | ---- | ---- | ---- | ---- | ---- |
| 871  | ↗876 | ↘869 | ↗872 | ↘850 | ↘758 | ↘724 | ↘702 | ↘657 | ↘624 |
| 2007 | 2008 | 2009 | 2010 | 2011 | 2012 | 2013 | 2014 | 2015 | 2016 |
| ↘611 | ↘570 | ↘564 | ↘471 | ↗472 | ↘455 | ↘429 | ↘420 | ↘419 | ↘414 |
| 2017 | 2018 | 2019 | 2020 | 2021 |      |      |      |      |      |
| ↗416 | ↘412 | ↘401 | ↘377 | ↘358 |      |      |      |      |      |

По результатам Всероссийской переписи населения 2010 года, численность населения муниципального образования составила 471 человек, в том числе 243 мужчины и 228 женщин.

## Населённые пункты
В состав сельского поселения входит 3 населённых пункта:
- село Белое,
- посёлок Булухта,
- село Комар.

### Упразднённые населённые пункты
Казанда — упразднённое в 2000 г. село.